# Československé státní pivovary
Československé státní pivovary n.p. byl v letech 1945 (respektive 1948) až 1990 národní podnik, který zastřešoval veškerou výrobu piva v Československu. 

## Historie
Po skončení druhé světové války byl na základě Benešových dekretů – především podle dekretu č. 108/1945 Sb., o konfiskaci nepřátelského majetku, zabaven majetek Němců, Maďarů a zrádců a tento majetek byl svěřen Fondu národní obnovy. Tato konfiskace se týkala i některých pivovarů a pivovarských provozů, čímž v rámci Fondu národní obnovy vznikla organizační složka Československé pivovary. Původním předpokladem byla restrukturalizace a následný prodej do soukromých rukou, ale po Únoru 1948 byla organizační složka Československé pivovary vydělena ze svazku Fondu národní obnovy a přejmenována na Československé státní pivovary n.p. (ČSSP n.p.). 
Po znárodnění byly do podniku ČSSP n.p. postupně přidávány další pivovary a ty byly řazeny dle krajské struktury do jednotlivých organizačních složek podniku. ČSSP měly také pravomoc případně pivovarské provozy uzavírat a vytvářet nové, což do roku 1960 vedlo k postupnému uzavírání menších provozů a vzniku centralizovanější sítě pivovarů v Československu. 
V roce 1960 byl přijat v souvislosti s Ústavou z roku 1960 zákon č. 36/1960 Sb., o územním členění státu, který vytvořil 11 krajů – z toho osm v Česku a tři na Slovensku. Podle tohoto zákona byla změněna i struktura ČSSP, kdy se ČSSP dělila na 11 krajských organizačních složek, které se dále dělily na jednotlivé pivovary: 
- Pražské pivovary n.p. se sídlem v Praze
- Středočeské pivovary n.p. se sídlem v Praze
- Severočeské pivovary n.p. se sídlem v Ústí nad Labem
- Východočeské pivovary n.p. se sídlem v Hradci Králové
- Jihočeské pivovary n.p. se sídlem v Českých Budějovicích
- Západočeské pivovary n.p. se sídlem v Plzni
- Jihomoravské pivovary n.p. se sídlem v Brně
- Severomoravské pivovary n.p. se sídlem v Ostravě
- Západoslovenské pivovary n.p. se sídlem v Bratislavě
- Středoslovenské pivovary n.p. se sídlem v Banské Bystrici
- Východoslovenské pivovary n.p. se sídlem v Košicích

Tato organizační struktura fungovala až do roku 1990, kdy byly jednotlivé krajské organizační složky postupně vyjímány z pravomoci ČSSP a privatizovány. Samotná firma ČSSP n.p. byla v roce 1990 přetransformována v ČSSP s.p. a samotná existence ČSSP byla ukončena k 1. lednu 1994.